# Karel Van Miert
Karel Van Miert (Oud-Turnhout, 17 gennaio 1942 – Beersel, 22 giugno 2009) è stato un politico belga, esponente e leader del Partito Socialista Differente.
È stato commissario europeo ed è tra i padri della politica europea sulla concorrenza.

## Estrazione e formazione
Van Miert proveniva da una famiglia contadina. Era il primogenito ed aveva otto fratelli.
All'età di 14 anni lasciò la scuola per aiutare in famiglia, ma tre anni dopo riprese gli studi e riuscì a diplomarsi.
Nel 1966 si laureò in scienze politiche e diplomatiche presso l'università di Gand con una tesi sulla Commissione della CEE e l'anno successivo studiò presso il centro universitario europeo di Nancy, dove conobbe Émile Noël.
Nel 1967 Van Miert lavorò come stagista presso la Commissione europea su invito di Noël. Nel 1968, grazie a Fernand Dehousse, venne assunto dal Fondo nazionale per la ricerca scientifica, dove rimase due anni. Dal 1971 al 1973 fu assistente di diritto internazionale presso l'università di Bruxelles.

## Carriera politica
Van Miert cominciò l'attività politica tra i giovani socialisti, di cui fu vicepresidente e segretario.
Van Miert fece parte del gabinetto del commissario europeo Sicco Mansholt dal 1968 al 1970 e poi del commissario europeo Henri Simonet dal 1973 al 1975. Nel 1977 divenne capo di gabinetto del ministro dell'economia Willy Claes.

### Presidente del Partito Socialista
Nel 1976 Van Miert fu eletto vice segretario nazionale del Partito Socialista Differente. Nel luglio 1977 divenne co-presidente del partito e dopo la scissione del partito tra valloni e fiamminghi venne nominato presidente del Partito Socialista Differente nell'ottobre 1978. Rimase leader del partito fino al gennaio 1989 e fu anche vicepresidente dell'Internazionale Socialista.
Nel 1979 Van Miert fu eletto al Parlamento europeo. Ne fece parte fino al novembre 1985, quando divenne membro della Camera dei rappresentanti. Van Miert lottò contro l'installazione di missili statunitensi in Belgio e si dichiarò a favore di un'Europa socialista, equidistante da Stati Uniti e Unione Sovietica.

### Commissario europeo
Nel 1989 Van Miert rifiutò la prospettiva di diventare ministro degli esteri e vice primo ministro del Belgio e venne invece indicato dal governo del suo paese come commissario europeo del Belgio. Entrò in carica nel gennaio 1989 nell'ambito della Commissione Delors II come Commissario europeo per i Trasporti, il credito e gli investimenti e la tutela dei consumatori. Come commissario per i trasporti Van Miert facilitò l'attività delle compagnie ferroviarie nazionali in altri stati membri della Comunità, ponendo le basi per la creazione di un mercato ferroviario europeo integrato, promosse la creazione di linee ferroviarie ad alta velocità e sostenne la costruzione del tunnel della Manica. Avviò inoltre negoziati a nome dell'intera Comunità sui diritti di atterraggio delle compagnie aeree europee negli Stati Uniti ed avviò l'apertura del settore aereo europeo che consentì lo sviluppo graduale delle compagnie a basso costo. Promosse l'introduzione di criteri sul trasporto di merci su strada e l'introduzione di limitatori di velocità su camion e autobus.
Nel 1995 il Partito Socialista Differente venne coinvolto in uno scandalo di corruzione riguardante l'acquisto di elicotteri Agusta. Van Miert subì una perquisizione ma non fu trovato alcun elemento a suo carico.
Dal 1993 al 1999 Van Miert fu Commissario europeo per la Concorrenza nelle commissioni Delors III, Santer e Marin, di cui fu anche vicepresidente. Nella Commissione Delors III aveva anche la delega al personale e all'amministrazione. Van Miert utilizzò pienamente i suoi poteri per favorire la concorrenza e si scontrò duramente con stati ed imprese, contribuendo fortemente ad affermare il ruolo della Commissione europea nel settore. A causa della sua attività come commissario per la concorrenza, Van Miert era ritenuto da alcuni "l'uomo più potente d'Europa".
Come commissario per la concorrenza sanzionò un cartello di imprese siderurgiche europee e Volkswagen, ricorse contro aiuti dello stato italiano al settore calzaturiero e dei trasporti. Si occupò di diritti televisivi per gli eventi sportivi e dei criteri per la vendita dei biglietti per i mondiali di calcio del 1998. Impedì la fusione di Endemol con RTL 4, CTL, VNU e Veronica nell'ambito dell'Holland Media Group ed impedì una joint venture per la televisione digitale tra il gruppo Kirch e Bertelsmann. Pose fine al monopolio pubblicitario del canale fiammingo VTM. Acconsentì alla fusione di Boeing e MacDonnell Douglas, ma pose condizioni stringenti. Pose condizioni anche per il salvataggio della banca Crédit Lyonnais da parte dello stato francese. Avviò un'indagine sui prezzi della telefonia mobile ed aprì una procedura contro Microsoft. Intervenne sulle politiche di aiuto per le industrie della Germania orientale. Benché molto attento alla protezione della concorrenza, Van Miert si impegnò anche per la politica industriale, promuovendo ad esempio la fusione delle industrie aerospaziali europee per bilanciare Boeing.

## Attività successive
Dopo la fine del mandato da commissario Van Miert continuò ad interessarsi di affari europei. Nel 2003 fu nominato coordinatore di un gruppo di esperti sulle reti di trasporto transeuropee ed i corridoi europei in particolare. Nel 2005 fu nominato mediatore per il progetto del satellite Galileo e negoziò tra stati membri e industria europea. Fu tra i promotori del Museo dell'Europa.
Insegnò all'università Nijenrode, all'università di Bruxelles e all'Istituto Universitario Europeo di Fiesole. Dal 2000 al 2003 fu anche presidente dell'università Nijenrode.
Van Miert fu membro dei consigli di amministrazione di una serie di società, tra cui Agfa-Gevaert, Anglo American e Vivendi, e fu consulente di Goldman Sachs.

## Vita privata
Van Miert si sposò ed ebbe un figlio, poi ebbe un'altra compagna. Van Miert parlava correntemente neerlandese, inglese, francese e tedesco. Van Miert era appassionato di giardinaggio, orticoltura e animali. Morì per una caduta da una scala nel suo giardino.

## Onorificenze e premi
- Ministro di Stato, 1992[2]
- European Railway Award, 2007[8]
- A Van Miert è stato intitolato un premio di giornalismo[14]
- A Van Miert è intitolato un edificio del campus della Vrije Universiteit di Bruxelles[15]

## Pubblicazioni
- Le marché, la concurrence et le pouvoir (Racine, 2000); Markt, Macht, Wettbewerb: meine Erfahrungen als Kommissar in Brüssel (Stoccarda e Monaco: Dt. Verl.-Anst., 2000).